# Circonscription de Soissons (1889-1919)
Pour les articles homonymes, voir Circonscription de Soissons.
La circonscription de Soissons est une ancienne circonscription législative de l'Aisne sous la Troisième République de 1889 à 1919.

## Description géographique et démographique
La circonscription de Soissons regroupe l'ensemble de l'arrondissement de Soissons. Elle était l'une des 8 circonscriptions législatives du département de l'Aisne. Elle reprend les contours de l'ancienne circonscription de Soissons de 1875 à 1885.
Elle regroupait les divisions administratives suivantes : le canton de Braisne, le canton d'Oulchy-le-Château, le canton de Soissons, le canton de Vailly, le canton de Vic-sur-Aisne et le canton de Villers-Cotterêts.
La loi du 12 juillet 1919 supprime les circonscriptions du département avec l'instauration du scrutin de liste avec représentation proportionnelle.
La circonscription est recrée dans les mêmes limites en 1927 par la loi du 21 juillet 1927.

## Historique des députations
| Législature       | Début            | Fin             | Député          | Parti / Idéologie | Parti / Idéologie     | Observation                                                                      |
| ----------------- | ---------------- | --------------- | --------------- | ----------------- | --------------------- | -------------------------------------------------------------------------------- |
| Ve législature    | 12 novembre 1889 | 14 octobre 1893 | Alfred Macherez |                   | Gauche républicaine   | Exploitant agricole sucrier                                                      |
| VIe législature   | 15 octobre 1893  | 31 mai 1898     | Roger Firino    |                   | Républicains libéraux | Maire de Fontenoy (1884-1926) et conseiller général de Vic-sur-Aisne (1892-1926) |
| VIIe législature  | 1er juin 1898    | 31 mai 1902     | Émile Magniaudé |                   | Radical               | Industriel (fabricant de tissu) à Condé-sur-Aisne                                |
| VIIIe législature | 1er juin 1902    | 31 mai 1906     | Émile Magniaudé |                   | Radical               | Industriel (fabricant de tissu) à Condé-sur-Aisne                                |
| IXe législature   | 1er juin 1906    | 31 mai 1910     | Émile Magniaudé |                   | Parti radical         | Industriel (fabricant de tissu) à Condé-sur-Aisne                                |
| Xe législature    | 1er juin 1910    | 31 mai 1914     | Émile Magniaudé |                   | Parti radical         | Conseiller général de Vailly (1910-1919)                                         |
| XIe législature   | 1er juin 1914    | 7 décembre 1919 | Émile Magniaudé |                   | Parti radical         | Conseiller général de Vailly (1910-1919)                                         |

## Historique des résultats

### Élections de 1889
Les élections législatives françaises de 1889 ont eu lieu le 22 septembre et le 6 octobre 1889.
| Candidat       | Candidat        | Parti          | Premier tour | Premier tour | Second tour | Second tour |
| Candidat       | Candidat        | Parti          | Voix         | %            | Voix        | %           |
| -------------- | --------------- | -------------- | ------------ | ------------ | ----------- | ----------- |
|                | Alfred Macherez | Républicain    | 5 402        | 38,27        | 5 997       | 41,21       |
|                | Albert Forzy    | Conservateur   | 5 288        | 37,46        | 5 687       | 39,08       |
|                | Léon Ringuier   | Socialiste     | 3 427        | 24,28        | 2 869       | 19,71       |
|                |                 |                |              |              |             |             |
| Inscrits       | Inscrits        | Inscrits       | 19 335       | 100,00       | 19 335      | 100,00      |
| Abstentions    | Abstentions     | Abstentions    | 4 401        | 22,76        | 4 718       | 24,40       |
| Votants        | Votants         | Votants        | 14 934       | 77,24        | 14 617      | 75,60       |
| Blancs et nuls | Blancs et nuls  | Blancs et nuls | 817          | 5,47         | 64          | 0,44        |
| Exprimés       | Exprimés        | Exprimés       | 14 117       | 94,53        | 14 553      | 99,56       |

### Élections de 1893
Les élections législatives françaises de 1893 ont eu lieu le 20 août et le 3 septembre 1893.
| Candidat         | Candidat         | Parti          | Premier tour | Premier tour | Second tour | Second tour |
| Candidat         | Candidat         | Parti          | Voix         | %            | Voix        | %           |
| ---------------- | ---------------- | -------------- | ------------ | ------------ | ----------- | ----------- |
|                  | Roger Firino     | Rallié         | 6 797        | 45,09        | 7 889       | 51,12       |
|                  | Alfred Macherez* | Républicain    | 5 815        | 38,58        | 6 743       | 43,69       |
|                  | Léon Ringuier    | Socialiste     | 2 461        | 16,33        | 801         | 5,19        |
|                  |                  |                |              |              |             |             |
| Inscrits         | Inscrits         | Inscrits       | 18 913       | 100,00       | 18 913      | 100,00      |
| Abstentions      | Abstentions      | Abstentions    | 3 578        | 18,92        | 3 342       | 17,67       |
| Votants          | Votants          | Votants        | 15 335       | 81,08        | 15 571      | 82,33       |
| Blancs et nuls   | Blancs et nuls   | Blancs et nuls | 262          | 1,71         | 138         | 0,89        |
| Exprimés         | Exprimés         | Exprimés       | 15 073       | 98,29        | 15 433      | 99,11       |
| * député sortant |                  |                |              |              |             |             |

### Élections de 1898
Les élections législatives françaises de 1898 ont eu lieu les 8 et 29 mai 1898.
| Candidat         | Candidat         | Parti              | Premier tour | Premier tour | Second tour | Second tour |
| Candidat         | Candidat         | Parti              | Voix         | %            | Voix        | %           |
| ---------------- | ---------------- | ------------------ | ------------ | ------------ | ----------- | ----------- |
|                  | Roger Firino*    | Rallié             | 6 790        | 41,46        | 8 019       | 48,97       |
|                  | Émile Magniaudé  | Radical-socialiste | 6 580        | 40,18        | 8 357       | 51,03       |
|                  | Léon Chenebenoit | Républicain        | 2 924        | 17,85        | Retrait     | Retrait     |
|                  | M. Collard       | Socialiste         | 84           | 0,51         |             |             |
|                  |                  |                    |              |              |             |             |
| Inscrits         | Inscrits         | Inscrits           | 19 501       | 100,00       | 19 487      | 100,00      |
| Abstentions      | Abstentions      | Abstentions        | 3 007        | 15,42        | 2 919       | 14,98       |
| Votants          | Votants          | Votants            | 16 494       | 84,58        | 16 568      | 85,02       |
| Blancs et nuls   | Blancs et nuls   | Blancs et nuls     | 116          | 0,70         | 192         | 1,16        |
| Exprimés         | Exprimés         | Exprimés           | 16 378       | 99,30        | 16 376      | 98,84       |
| * député sortant |                  |                    |              |              |             |             |

### Élections de 1902
Les élections législatives françaises de 1902 ont eu lieu le 27 avril et le 11 mai 1902.
| Candidat         | Candidat         | Parti          | Premier tour | Premier tour | Second tour | Second tour |
| Candidat         | Candidat         | Parti          | Voix         | %            | Voix        | %           |
| ---------------- | ---------------- | -------------- | ------------ | ------------ | ----------- | ----------- |
|                  | Émile Magniaudé* | PRRRS          | 6 746        | 43,10        | 8 990       | 54,01       |
|                  | José Théry       | National.      | 6 272        | 40,07        | 7 654       | 45,99       |
|                  | René Millet      | Rép. prog.     | 1 538        | 9,83         |             |             |
|                  | M. Debruyère     | PRRRS diss.    | 967          | 6,18         |             |             |
|                  | M. Verecque      | PSdF           | 130          | 0,83         |             |             |
|                  |                  |                |              |              |             |             |
| Inscrits         | Inscrits         | Inscrits       | 19 528       | 100,00       | 19 523      | 100,00      |
| Abstentions      | Abstentions      | Abstentions    | 1 700        | 8,71         | 2 680       | 13,73       |
| Votants          | Votants          | Votants        | 17 823       | 91,29        | 16 843      | 86,27       |
| Blancs et nuls   | Blancs et nuls   | Blancs et nuls | 1 179        | 6,62         | 199         | 1,18        |
| Exprimés         | Exprimés         | Exprimés       | 15 653       | 93,38        | 16 644      | 98,82       |
| * député sortant |                  |                |              |              |             |             |

### Élections de 1906
Les élections législatives françaises de 1906 ont eu lieu les 6 et 20 mai 1906.
|                  | Émile Magniaudé* | PRRRS          | 8 639  | 52,29  |  |  |
|                  | Roger Firino     | ALP            | 8 113  | 47,71  |  |  |
|                  |                  |                |        |        |  |  |
| Inscrits         | Inscrits         | Inscrits       | 19 523 | 100,00 |  |  |
| Abstentions      | Abstentions      | Abstentions    | 2 145  | 10,99  |  |  |
| Votants          | Votants          | Votants        | 17 378 | 89,01  |  |  |
| Blancs et nuls   | Blancs et nuls   | Blancs et nuls | 374    | 2,15   |  |  |
| Exprimés         | Exprimés         | Exprimés       | 17 004 | 97,85  |  |  |
| * député sortant |                  |                |        |        |  |  |

### Élections de 1910
Les élections législatives françaises de 1910 ont eu lieu le 24 avril et le 8 mai 1910.
| Candidat         | Candidat         | Parti          | Premier tour | Premier tour | Second tour | Second tour |
| Candidat         | Candidat         | Parti          | Voix         | %            | Voix        | %           |
| ---------------- | ---------------- | -------------- | ------------ | ------------ | ----------- | ----------- |
|                  | Émile Magniaudé* | PRRRS          | 8 639        | 49,74        | 9 264       | 84,22       |
|                  | Léon Chenebenoit | FR             | 7 175        | 41,31        | 1 736       | 15,78       |
|                  | M. Chobeaux      | SFIO           | 1 555        | 8,95         |             |             |
|                  |                  |                |              |              |             |             |
| Inscrits         | Inscrits         | Inscrits       | 20 871       | 100,00       | 20 874      | 100,00      |
| Abstentions      | Abstentions      | Abstentions    | 3 314        | 15,88        | 8 037       | 38,50       |
| Votants          | Votants          | Votants        | 17 557       | 84,12        | 12 837      | 61,50       |
| Blancs et nuls   | Blancs et nuls   | Blancs et nuls | 188          | 1,07         | 1 837       | 14,31       |
| Exprimés         | Exprimés         | Exprimés       | 17 369       | 98,93        | 11 000      | 85,69       |
| * député sortant |                  |                |              |              |             |             |

### Élections de 1914
Les élections législatives françaises de 1914 ont eu lieu le 26 avril et le 10 mai 1914.
|                  | Émile Magniaudé* | PRRRS          | 8 942  | 52,30  |  |  |
|                  | Gaston Cagniard  | FDG            | 8 153  | 47,69  |  |  |
|                  |                  | Divers         | 2      | 0,01   |  |  |
|                  |                  |                |        |        |  |  |
| Inscrits         | Inscrits         | Inscrits       | 20 693 | 100,00 |  |  |
| Abstentions      | Abstentions      | Abstentions    | 3 343  | 16,16  |  |  |
| Votants          | Votants          | Votants        | 17 350 | 83,84  |  |  |
| Blancs et nuls   | Blancs et nuls   | Blancs et nuls | 253    | 1,46   |  |  |
| Exprimés         | Exprimés         | Exprimés       | 17 097 | 98,54  |  |  |
| * député sortant |                  |                |        |        |  |  |